# Pesarattu
Le pesarattu, pesara attu, pesara dosa (dosa aux haricots mungo) ou cheeldo est un pain ressemblant à une crêpe, originaire de l'Andhra Pradesh, en Inde, qui est similaire au dosa. Il est fait avec de la pâte de haricot mungo (moong dal), mais, contrairement au dosa, il ne contient pas d'urad dal. Le pesarattu est consommé au petit déjeuner et comme collation dans l'Andhra Pradesh. Il est généralement servi avec un chutney au gingembre ou au tamarin. Des piments verts, du gingembre et des oignons sont utilisés dans les variantes.